# Teresa K. Woodruff

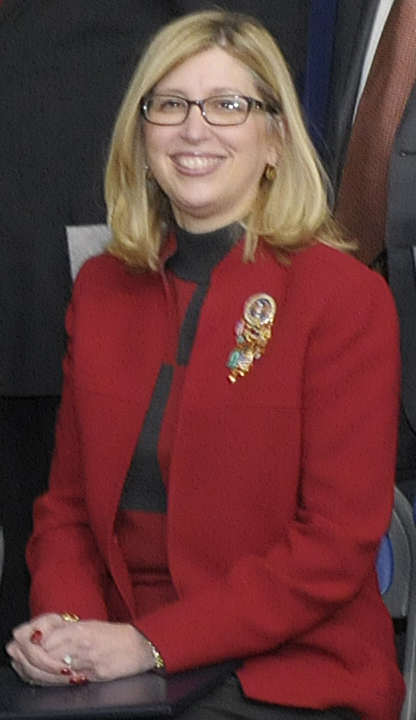
Teresa K. Woodruff

Teresa Kaye Woodruff (* 1963) ist eine Biologin (Reproduktionsbiologie) an der Michigan State University.
Woodruff ist vor allem für ihre Arbeiten zur Erhaltung der Fertilität nach Chemotherapie bekannt; sie prägte dafür den Begriff Onkofertilität (oncofertility). Woodruff gelangen die Kultivierung von menschlichen Ovarialfollikeln und die erste Klonierung von Inhibin/Activin. Sie hat laut Datenbank Scopus einen h-Index von 92, laut Google Scholar einen von 111 (jeweils Stand Januar 2025).
Woodruff erwarb 1985 an der Olivet Nazarene University einen Bachelor in Zoologie und in Chemie sowie 1989 bei Kelly Edward Mayo an der Northwestern University einen Ph.D. in Biochemie, Molekularbiologie und Zellbiologie. Als Postdoktorandin arbeitete sie bei dem Biotechnologie-Unternehmen Genentech. Seit 1995 gehört sie zum Lehrkörper der Northwestern University. Hier hatte sie zuletzt Professuren für Gynäkologie und Geburtshilfe sowie für Molekulare Biowissenschaften inne. Mitte 2020 wechselte sie auf gleichlautende Professuren an der Michigan State University, wo sie auch Provost wurde.
2005 wurde Woodruff als Fellow in die American Association for the Advancement of Science, 2018 als Mitglied in die National Academy of Inventors und die National Academy of Medicine und 2020 in die American Academy of Arts and Sciences gewählt. Sie hält Ehrendoktorwürden des Bates College (2010) und der University of Birmingham (2016). 2017 erhielt sie ein Guggenheim-Stipendium, 2021 den Laureate Award der Endocrine Society, deren Präsidentin sie 2013/14 war.
Anfang 2025 erhielt Woodruff vom scheidenden US-Präsidenten Joe Biden die National Medal of Science.
Teresa Woodruff ist mit dem Professor für Chemie an der Northwestern University, Thomas O’Halloran verheiratet. Das Paar betreibt auch gemeinsame Forschungen.